# Fontenay-sur-Eure
Fontenay-sur-Eure – miejscowość i gmina we Francji, w Regionie Centralnym, w departamencie Eure-et-Loir.
Według danych na rok 1990 gminę zamieszkiwało 669 osób, a gęstość zaludnienia wynosiła 48 osób/km² (wśród 1842 gmin Regionu Centralnego Fontenay-sur-Eure plasuje się na 564. miejscu pod względem liczby ludności, natomiast pod względem powierzchni na miejscu 938.).